# Meridià 69 a l'oest
El meridià 69 a l'oest de Greenwich és una línia de longitud que s'estén des del pol Nord travessant l'oceà Àrtic, Groenlàndia, Amèrica del Sud, l'oceà Atlàntic, l'oceà Antàrtic, i l'Antàrtida fins al pol Sud.
El meridià 69 a l'oest forma un cercle màxim amb el meridià 111 a l'est. Com tots els altres meridians, la seva longitud correspon a una semicircumferència terrestre, uns 20.003,932 km. Al nivell de l'Equador, és a una distància del meridià de Greenwich de 7.691 km.

## De Pol a Pol
Començant en el pol Nord i dirigint-se cap al pol Sud, aquest meridià travessa:
| Coordenades                             | País, territori o mar | Notes |
| --------------------------------------- | --------------------- | --- |
| 90° 0′ N, 69° 0′ O / 90.000°N,69.000°O  | Oceà Àrtic            | |
| 83° 6′ N, 69° 0′ O / 83.100°N,69.000°O  | Mar de Lincoln        | |
| 82° 59′ N, 69° 0′ O / 82.983°N,69.000°O | Canadà                | Nunavut — Ellesmere |
| 80° 34′ N, 69° 0′ O / 80.567°N,69.000°O | Estret de Nares       | |
| 78° 58′ N, 69° 0′ O / 78.967°N,69.000°O | Groenlàndia           | |
| 76° 16′ N, 69° 0′ O / 76.267°N,69.000°O | Badia de Baffin       | |
| 70° 42′ N, 69° 0′ O / 70.700°N,69.000°O | Canadà                | Nunavut — Illa de Baffin |
| 62° 23′ N, 69° 0′ O / 62.383°N,69.000°O | Estret de Hudson      | |
| 60° 45′ N, 69° 0′ O / 60.750°N,69.000°O | Badia d'Ungava        | |
| 59° 1′ N, 69° 0′ O / 59.017°N,69.000°O  | Canadà                | Nunavut – Illa Tiercel |
| 58° 58′ N, 69° 0′ O / 58.967°N,69.000°O | Badia d'Ungava        | |
| 58° 54′ N, 69° 0′ O / 58.900°N,69.000°O | Canadà                | Quebec |
| 48° 47′ N, 69° 0′ O / 48.783°N,69.000°O | Riu Sant Llorenç      | |
| 48° 16′ N, 69° 0′ O / 48.267°N,69.000°O | Canadà                | Quebec — Nova Brunswick — des de 47° 18′ N, 69° 0′ O / 47.300°N,69.000°O                                                                        |
| 47° 14′ N, 69° 0′ O / 47.233°N,69.000°O | Estats Units          | Maine |
| 44° 18′ N, 69° 0′ O / 44.300°N,69.000°O | Oceà Atlàntic         | |
| 19° 1′ N, 69° 0′ O / 19.017°N,69.000°O  | República Dominicana  | Illes Hispaniola i Catalina |
| 18° 20′ N, 69° 0′ O / 18.333°N,69.000°O | Mar Carib             | |
| 12° 13′ N, 69° 0′ O / 12.217°N,69.000°O | Curaçao               | |
| 12° 8′ N, 69° 0′ O / 12.133°N,69.000°O  | Mar Carib             | |
| 11° 26′ N, 69° 0′ O / 11.433°N,69.000°O | Veneçuela             | |
| 6° 12′ N, 69° 0′ O / 6.200°N,69.000°O   | Colòmbia              | |
| 1° 43′ N, 69° 0′ O / 1.717°N,69.000°O   | Brasil                | Amazonas Acre — des de 8° 52′ S, 69° 0′ O / 8.867°S,69.000°O                                                                                    |
| 10° 59′ S, 69° 0′ O / 10.983°S,69.000°O | Bolívia               | |
| 11° 52′ S, 69° 0′ O / 11.867°S,69.000°O | Perú                  | |
| 13° 36′ S, 69° 0′ O / 13.600°S,69.000°O | Bolívia               | Per uns 17 km |
| 13° 45′ S, 69° 0′ O / 13.750°S,69.000°O | Perú                  | |
| 14° 24′ S, 69° 0′ O / 14.400°S,69.000°O | Bolívia               | Passa a través de llac Titicaca |
| 16° 12′ S, 69° 0′ O / 16.200°S,69.000°O | Perú                  | Passa a través de llac Titicaca |
| 16° 28′ S, 69° 0′ O / 16.467°S,69.000°O | Bolívia               | Passa a través de llac Titicaca |
| 18° 38′ S, 69° 0′ O / 18.633°S,69.000°O | Xile                  | |
| 27° 34′ S, 69° 0′ O / 27.567°S,69.000°O | Argentina             | |
| 50° 28′ S, 69° 0′ O / 50.467°S,69.000°O | Oceà Atlàntic         | |
| 51° 27′ S, 69° 0′ O / 51.450°S,69.000°O | Argentina             | |
| 52° 12′ S, 69° 0′ O / 52.200°S,69.000°O | Xile                  | Per uns 9 km |
| 52° 17′ S, 69° 0′ O / 52.283°S,69.000°O | Estret de Magallanes  | |
| 52° 39′ S, 69° 0′ O / 52.650°S,69.000°O | Xile                  | Illa Gran de Tierra del Fuego i illa Hoste |
| 55° 20′ S, 69° 0′ O / 55.333°S,69.000°O | Oceà Pacífic          | |
| 60° 0′ S, 69° 0′ O / 60.000°S,69.000°O  | Oceà Antàrtic         | |
| 67° 23′ S, 69° 0′ O / 67.383°S,69.000°O | Antàrtida             | Illa Adelaida — reclamat per Argentina, Xile i el Regne Unit                                                                                    |
| 67° 43′ S, 69° 0′ O / 67.717°S,69.000°O | Oceà Antàrtic         | Badia de Margarita |
| 69° 57′ S, 69° 0′ O / 69.950°S,69.000°O | Antàrtida             | Antàrtida Argentina, reclamat per Argentina · Territori Antàrtic Xilè, reclamat per Xile · Territori Antàrtic Britànic, reclamat pel Regne Unit |